# Deza Elie Gbate
Deza Elie Gbate (2 de diciembre de 1978) es un deportista marfileño que compitió en judo. Ganó una medalla de bronce en los Juegos Panafricanos de 2007 en la categoría de –60 kg.

## Palmarés internacional
| Juegos Panafricanos | Juegos Panafricanos | Juegos Panafricanos | Juegos Panafricanos |
| Año                 | Lugar               | Medalla             | Categoría           |
| ------------------- | ------------------- | ------------------- | ------------------- |
| 2007                | Argel (Argelia)     | Medalla de bronce   | –60 kg              |